# Zeichenkohle

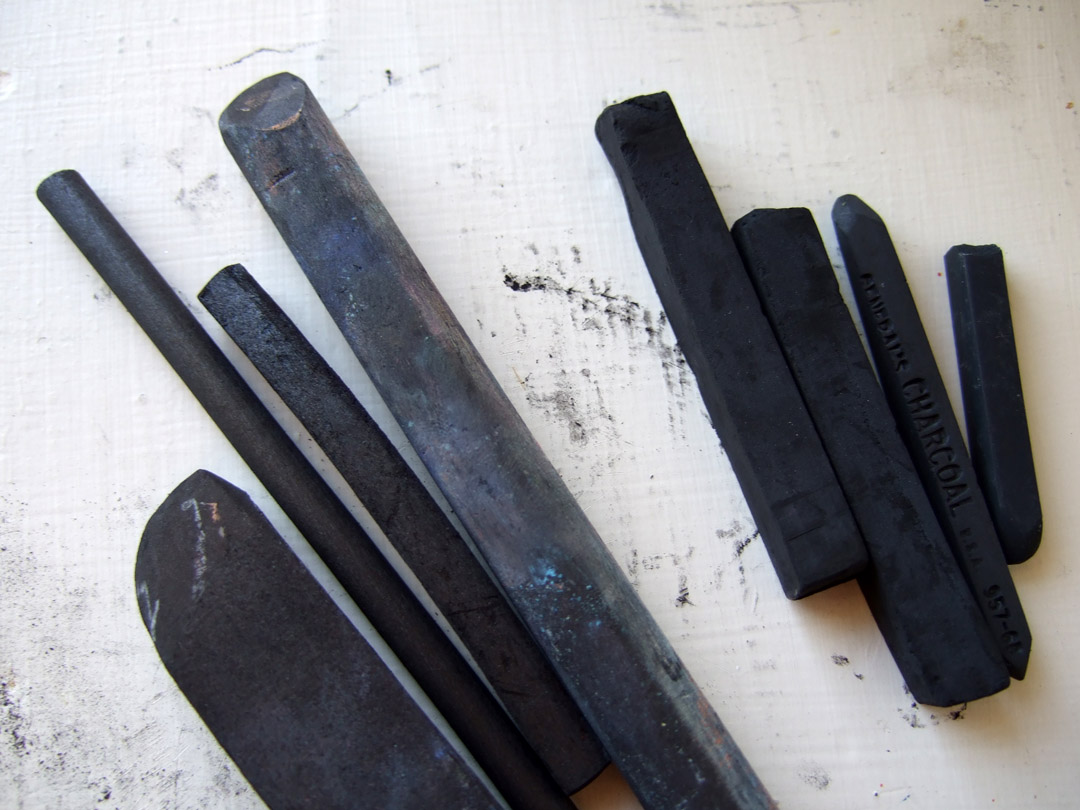
Unterschiedliche Arten von Zeichenkohle

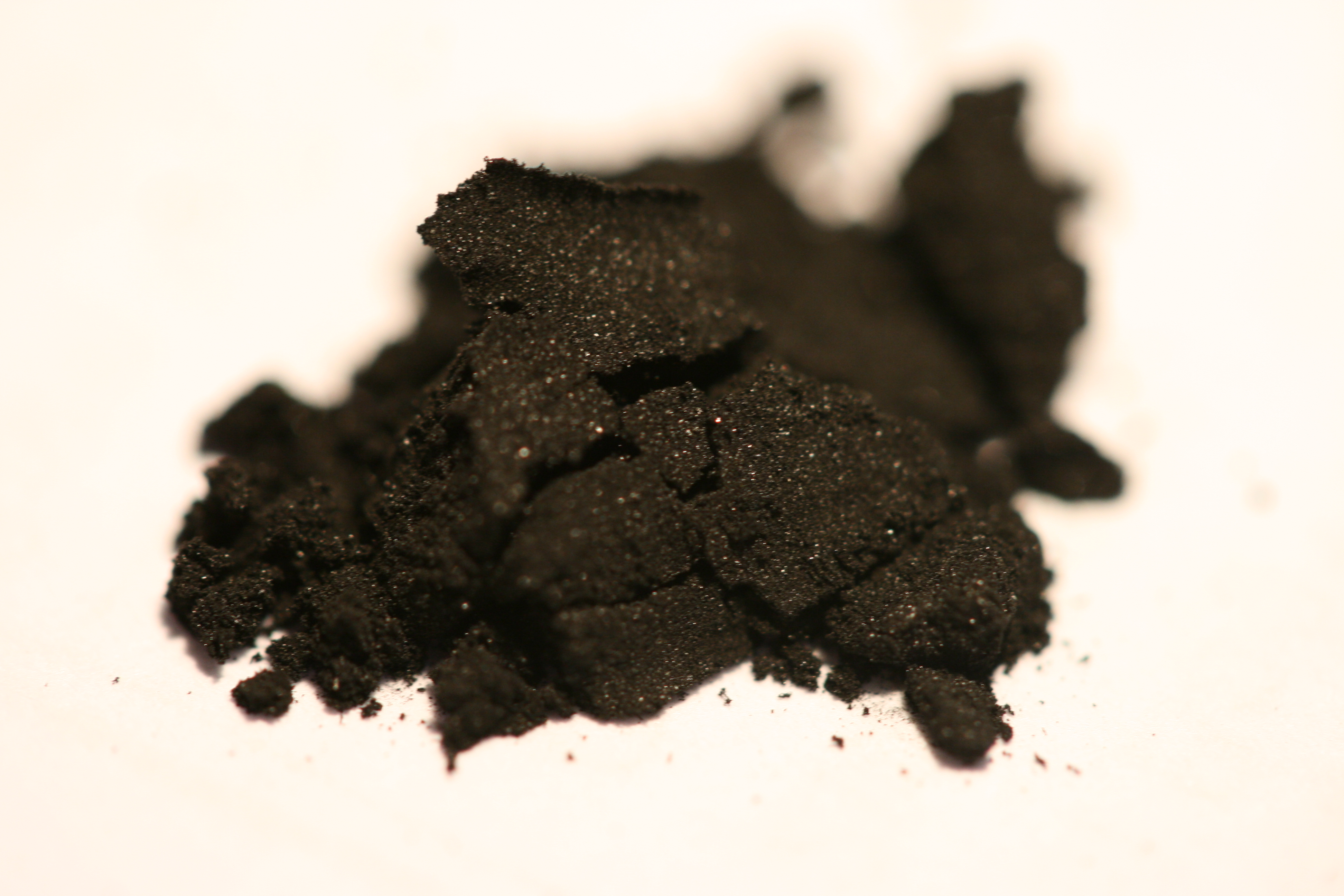
Zeichenkohlepulver (Reißkohlepulver)

Kombination von Zeichenkohle und Graukreiden

Die Zeichenkohle besteht aus verkohlten Holzstäbchen, bzw. aus gepresstem Holzkohlepulver.
In der Kunst ist sie ein häufig gebrauchtes Mittel, da es billig bzw. leicht selbst herzustellen ist und gute Korrekturmöglichkeiten zulässt. Außerdem kann man sie linear und spitz, wie auch breit, verwischt und malerisch verwenden. Sie staubt stark ab und verwischt leicht, wodurch Fixieren notwendig ist.

## Herstellung
Verwendet werden verschiedene Hölzer wie Wein, Weide, Linde, Obstbäume und andere. Wichtig dabei ist, dass das Holz gleichmäßig gewachsen sein muss. Die Kohle darf nicht zu weich, aber auch nicht zu hart sein, sie schmiert oder splittert sonst, außerdem muss sie gut schwärzen. Die zugeschnittenen Stäbe werden als Bündel in Ton eingepackt oder in einen verschlossenen Tontopf gelegt. Danach werden sie langsam in einem Ofen gebacken. In neuerer Zeit wird auch Holzkohlepulver zu Stangen gepresst, was verschiedene Härtegrade zulässt.

## Verwendungsgeschichte
Mit verkohltem Holz wurde schon seit Urzeiten gezeichnet, wovon viele Höhlenzeichnungen zeugen. Bis ins Mittelalter hinein war es aber eher ein Hilfsmittel, etwa für Vorzeichnungen oder für die Übung. Erst mit der höheren Schätzung der Handzeichnung überhaupt und Entwicklung geeigneter Fixiermethoden ab dem 15. Jahrhundert wurden Werke in dieser Technik geschaffen, die Endziel und nicht Vorstufe waren. Fixiert wurde von da an entweder durch Einlegen in ein Leimbad oder durch Bestreichen mit Leim. Als beste Methode galt, das Blatt vor dem Zeichnen mit Leim einzustreichen, nach dem Trocknen die Kohle aufzubringen, und danach den Leim im Wasserdampf aufzuweichen und so die Zeichnung zu fixieren. Eine andere Möglichkeit wurde Mitte des 16. Jahrhunderts in Italien entwickelt, wo die Kohle kurz vor der Verarbeitung in Öl getränkt wurde. Der Strich wird satter und ist kaum verwischbar, was aber auch eine Korrektur verhindert. Außerdem vergilbt das Öl und hinterlässt so Spuren. Die Kohlezeichnung ist bis in die Gegenwart gebräuchlich, die Fixiermöglichkeiten wurden durch Sprays deutlich erweitert. Zeichenkohle lässt sich auch sehr gut mit Graukreiden kombinieren, wodurch die Graupalette erhöht werden kann, ohne dass der typische Strichcharakter verlorengeht.